# Baumstativ
Ein Baumstativ ist ein Stativ, das mit einer großen Holzschraube in einen Ast, Stamm oder Pfahl geschraubt werden kann. Mit einem angebrachten Kugelgelenk lässt sich eine Kamera (kann auch ein Fernglas oder ein anderes Gerät mit einem passenden Stativgewinde sein) leicht in jede gewünschte Position bringen.

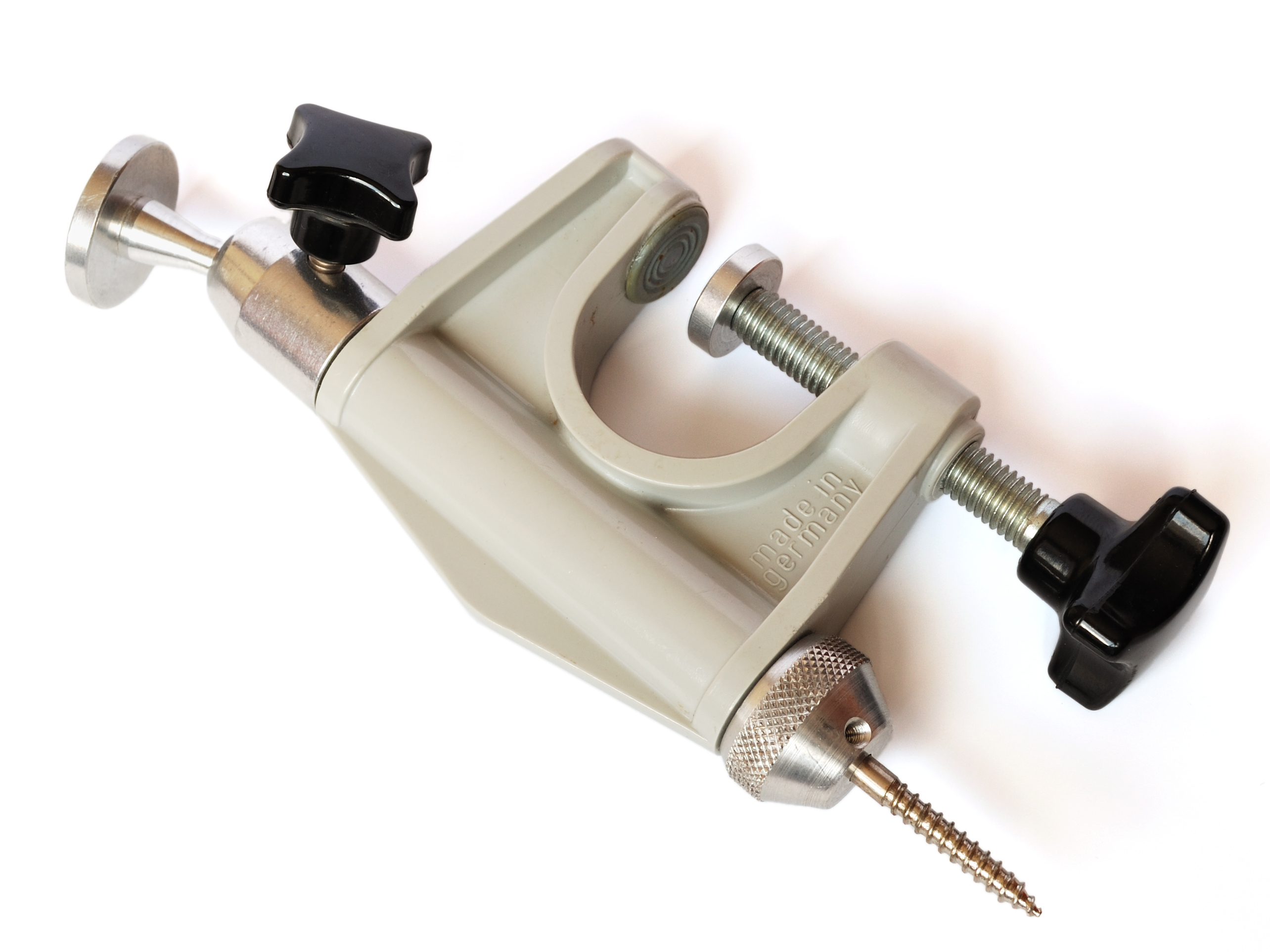
Kombiniertes Baum- und Klemmstativ
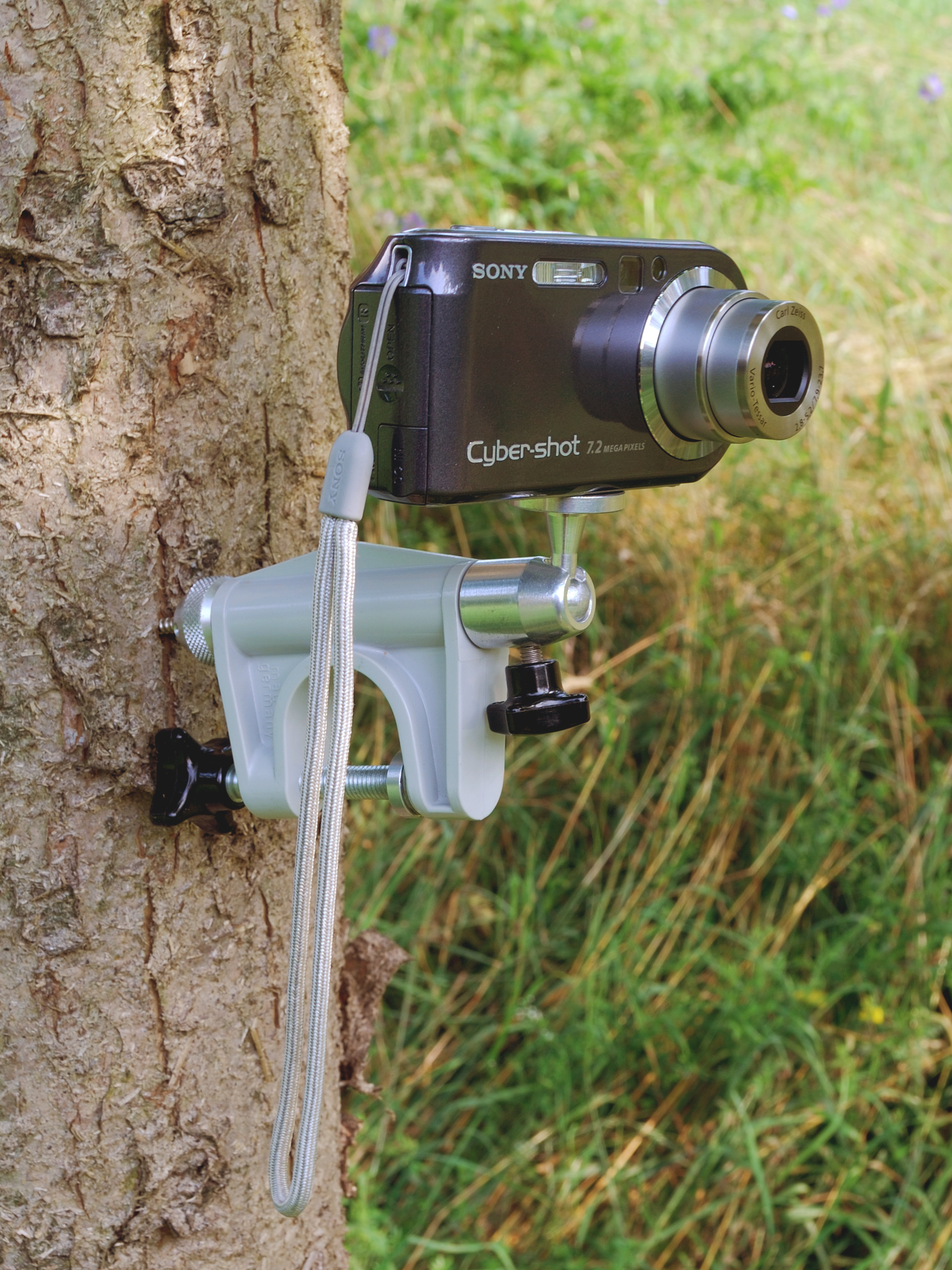
Kompaktkamera befestigt mit einem Baumstativ an einem Baumstamm